# NGC 6139
NGC 6139 ist ein Kugelsternhaufen vom Typ II im Sternbild Skorpion auf der Ekliptik. Er hat eine Helligkeit von 9,20 mag und eine Winkelausdehnung von 8,2 Bogenminuten.
Entdeckt wurde das Objekt am 13. Mai 1826 von James Dunlop.